# Habroneuron radicans
Habroneuron radicans là một loài thực vật có hoa trong họ Thiến thảo. Loài này được (Wernham) S.P.Darwin mô tả khoa học đầu tiên năm 1980.